# Probopyrus pandalicola
Probopyrus pandalicola är en kräftdjursart som först beskrevs av Alpheus Spring Packard 1879.  Probopyrus pandalicola ingår i släktet Probopyrus och familjen Bopyridae. Inga underarter finns listade i Catalogue of Life.